# کارل فردریش آیشهورن

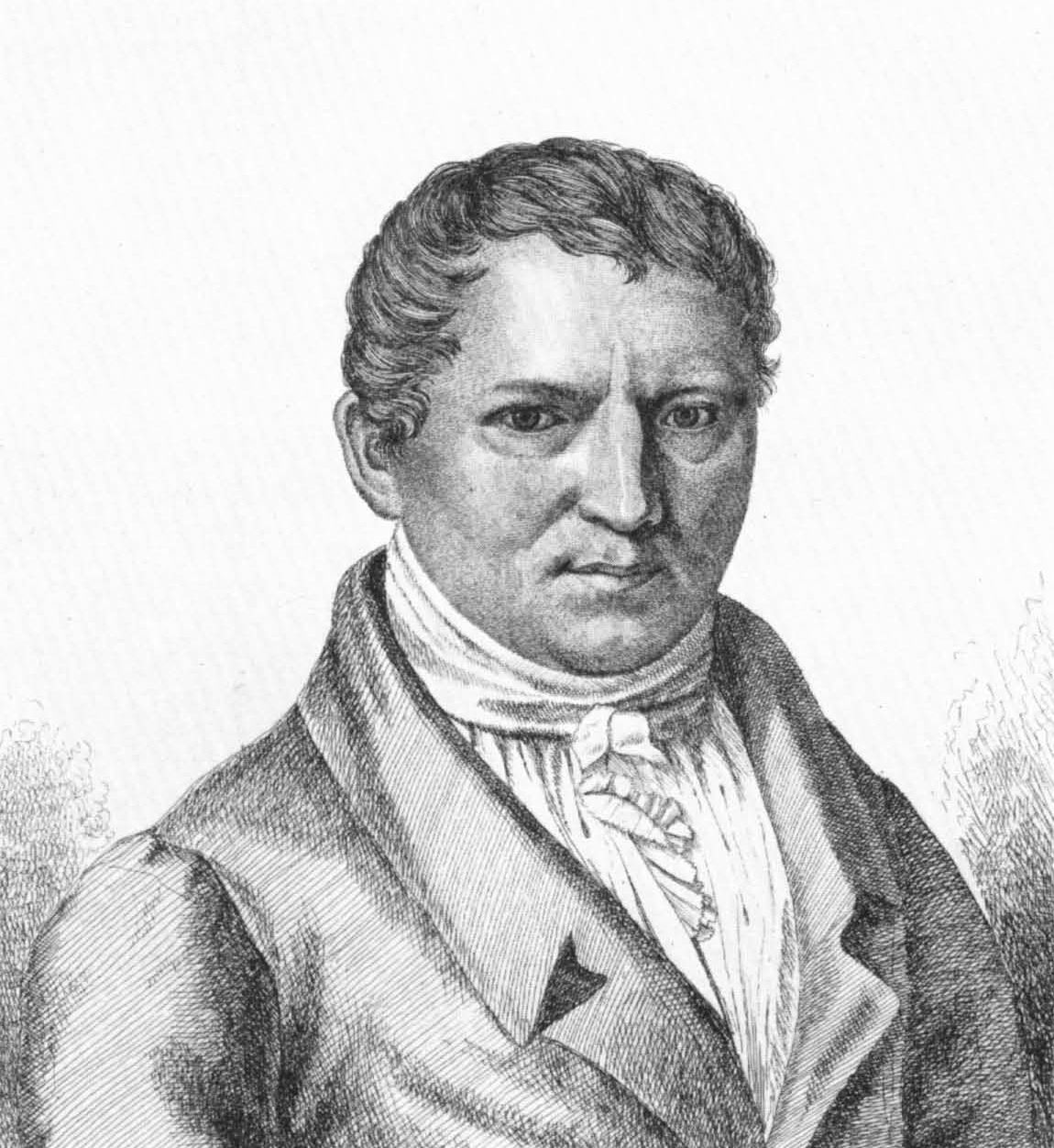
Karl Friedrich Eichhorn

کارل فردریش آیشهورن (Eichhorn Friedrich Karl) یک حقوقدان و تاریخ نگار حقوق آلمانی بود که به ویژه به دلیل سهمش در توسعه مکتب تاریخی حقوق شهرت دارد.

## زندگی و تحصیلات
کارل فردریش آیشهورن در ۲۰ نوامبر ۱۷۸۱ در ینا متولد شد. پدرش یوهان گوتلیب آیشهورن، استاد برجسته الهیات و خاورشناسی بود و تأثیر فکری زیادی بر او داشت. این محیط علمی نقش مهمی در شکل‌گیری تفکرات حقوقی آیشهورن داشت.
آیشهورن در دانشگاه‌های ینا و دانشگاه گوتینگن تحصیل کرد و تحت تاثیر متفکران بزرگی مانند گوستاو هوگو قرار گرفت. گوستاو هوگو یکی از اولین کسانی بود که مکتب تاریخی حقوق را شکل داد و بر آیشهورن اثر گذاشت.

## مکتب
آیشهورن یکی از پایه گذاران مکتب تاریخی حقوق در آلمان بود. این مکتب معتقد بود که قوانین و نظامهای حقوقی باید در بستر تاریخی و فرهنگی خود مطالعه و درک شوند، نه صرفا به عنوان قواعد انتزاعی. این رویکرد تأکید داشت که حقوق در طول تاریخ تحول می‌یابد و بازتابی از سنتها، رسوم و فرهنگ یک ملت است.
کارل فردریش آیشهورن یکی از چهره‌های برجسته در تاریخ حقوق آلمان بود که در دوران روشنگری و اوایل قرن ۱۹ نقش مهمی در توسعه دیدگاه‌های نوین حقوقی ایفا کرد.

## تحقیقات حقوقی
او به بررسی حقوق آلمان در دوران قرون وسطی و قوانین آلمانی اولیه پرداخت و تلاش کرد تا ریشه‌های تاریخی حقوق آلمان را کشف کند. او همچنین تأثیر حقوق روم و تأثیرات فرهنگی آن بر قوانین 
آلمان را بررسی کرد.
آیشهورن به مطالعه حقوق قبایل ژرمنی (مانند فرانکها و ساکسونها) علاقه مند بود و معتقد 
بود که این حقوق بازتابی از سنت‌های کهن و ریشه‌های فرهنگی آلمان است.

## کتاب‌ها و آثار
یکی از مهمترین آثار آیشهورن، "und- Staats Deutsche Rechtsgeschichte " تاریخ دولت و حقوق آلمان است که به بررسی تاریخچه حقوق عمومی و خصوصی در آلمان پرداخته و تأثیرات حقوقی را در 
یک زمینه تاریخی نشان داده است.
این اثر یکی از شناخته شده‌ترین کتاب‌های آیشهورن است که به تحلیل عمیق تاریخ حقوق عمومی و خصوصی آلمان از دوران قرون وسطی تا زمان معاصر پرداخته است. او در این کتاب به نقش رسوم محلی، حقوق آلمان قدیم، و تأثیر حقوق روم بر حقوق آلمان اشاره کرده است.

## تاثیر برساوینی
کارهای آیشهورن نه تنها بر توسعه مطالعات تاریخی حقوق تأثیرگذار بود، بلکه به اندیشمندان بعدی مانند فریدریش ساوینی، که از شاگردان یا همفکران مکتب تاریخی حقوق بود، الهام بخشید. مکتب او تأثیری گسترده در درک تطبیقی حقوق و بررسی روابط میان فرهنگ و حقوق داشته است. 
کارل فردریش آیشهورن یکی از چهره‌های برجسته در تاریخ حقوق آلمان بود که در دوران روشنگری و اوایل قرن ۱۹ نقش مهمی در توسعه دیدگاه‌های نوین حقوقی ایفا کرد.
آیشهورن در دانشگاه‌های هایدلبرگ و برلین به تدریس پرداخت و دانشجویان بسیاری را آموزش داد. 
او نقش کلیدی در ایجاد یک جریان فکری داشت که بعدها به توسعه علم حقوق تطبیقی و تاریخ حقوق منجر شد.
آیشهورن با ایده‌های خود زمینه ساز کارهای بزرگتر ساویگنی شد. ساوینی توانست ایده‌های مکتب تاریخی را به شکلی گسترده تر در اروپا معرفی کند.  
ایده‌های آیشهورن در درک نقش تاریخ و فرهنگ در تحول نظام‌های حقوقی تا امروز مورد استفاده قرار می‌گیرد.  
آیشهورن کمک کرد تا درک عمیق تری از حقوق محلی آلمان و تفاوت‌های آن با حقوق بین المللی ایجاد شود.

## نقدها
برخی منتقدان معتقد بودند که آیشهورن بیش از حد بر سنت‌ها و 
تاریخ تأکید داشت و از نیاز به اصلاحات مدرن غافل بود. 
آیشهورن بیشتر بر آلمان متمرکز بود و به سایر نظامهای حقوقی 
جهانی توجه چندانی نکرد.
کارل فردریش آیشهورن نه تنها یکی از پیشگامان مکتب تاریخی حقوق بود، بلکه با آثار و دیدگاه‌های خود، تأثیری ماندگار بر نحوه مطالعه حقوق، به ویژه در آلمان گذاشت. اگرچه او گاهی به دلیل تمرکز بیش از حد بر گذشته مورد انتقاد قرار گرفت،اما دستاوردهای او بیشتر در ایجاد پیوند میان حقوق، تاریخ و فرهنگ انکار ناپذیر است.